# 奥尔莱阿
奥尔莱阿（法語：Orléat，法語發音：[ɔʁlea]）是法国多姆山省的一个市镇，属于蒂耶尔区。

## 地理
奥尔莱阿（45°51'38"N, 3°25'15"E）面积26.43 平方千米，位于法国奥弗涅-罗讷-阿尔卑斯大区多姆山省，该省份为法国中南部省份，北起阿列省接壤，东临卢瓦尔省，南至上盧瓦爾省和康塔爾省，西接科雷兹省和克勒兹省。
与奥尔莱阿接壤的市镇（或旧市镇、城区）包括：比隆、克勒旺拉韦讷、多拉、勒祖、佩沙杜瓦尔、圣让德尔、蒂耶爾。

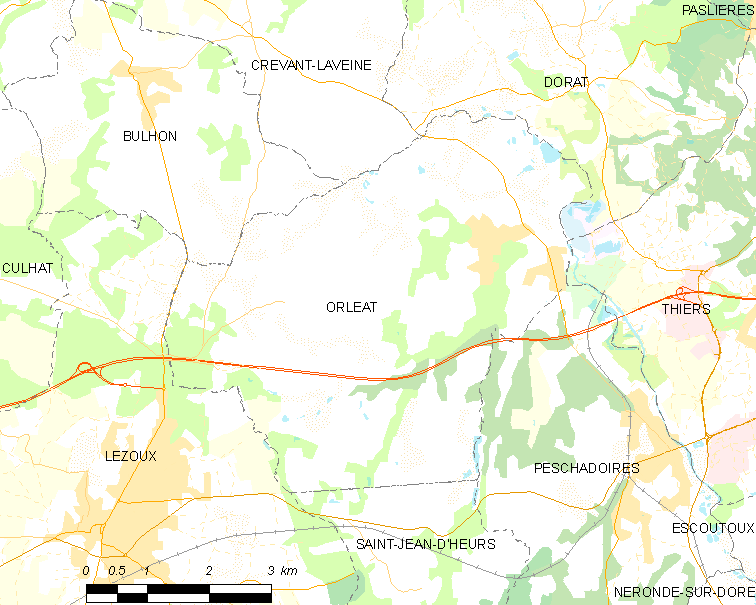
奥尔莱阿的OSM定位图

奥尔莱阿的时区为UTC+01:00、UTC+02:00（夏令时）。

## 行政
奥尔莱阿的邮政编码为63190，INSEE市镇编码为63265。

## 政治
奥尔莱阿所属的省级选区为勒祖县。

## 人口

1962-2008年间奥尔莱阿人口变化图示

奥尔莱阿于2022年1月1日时的人口数量为2236人。